# Leo Haas (Ingenieur)
Leo Haas (* 13. Mai 1817 in Laufenburg (Baden); † 11. März 1882 in Nürnberg) war ein deutscher Ingenieur und Unternehmer.

Leo Haas, ca. 1880

Marie Vorhölzer, ca. 1880

## Leben
Nach seiner Ausbildung als Mechanikermeister wurde er von seinem älteren Bruder, dem Orgelbauer Friedrich Haas eine Zeit lang als Gehilfe beschäftigt.
1844, mit 27 Jahren wanderte er nach Innsbruck aus, wo er heiratete und als Mechaniker und Monteur bei der  k. & k. privilegierten Maschinen-Band und Spinnfabrik (später Innsbrucker Spinnfabrik Herrburger und Rhomberg) angestellt war. Er bezeichnete sich selbst als Patroneur (Konstrukteur).
Noch im selben Jahr wanderte er weiter und gelangte nach Nürnberg, das  auf Techniker damals eine große Anziehungskraft ausübte. Er trat 1845 bei Klett  als "Ingenieur" ein. Eine reglementierte Ausbildung, wie sie heutzutage durchgeführt wird, gab es noch nicht. Es kam eben auf die zu beweisenden Fähigkeiten an. Und die hatte Leo Haas.
Gleich im ersten Jahr in Wöhrd verstarben seine erst im Vorjahr geehelichte  Frau Antonia, geb. Uhl und das neugeborene Kind im Kindbett.
Am 21. November 1847 heiratete er Marie Vorhölzer, die Stieftochter von James Edward Earnshaw. Aus dieser 2. Ehe gingen  2 Mädchen und 5 Knaben hervor, von denen später drei in die Fabrik eintraten, nämlich Eduard, Robert und Willy Haas.
Nach einem arbeitsreichen Leben verstarb Leo Haas am 11. März 1882 und wurde auf dem Wöhrder Friedhof in Grab Nr. C401,  unweit des Earnshaw Grabes bestattet.

## Die Firma J. Edward Earnshaw & Co
Seine Bekanntschaft und jetzt Verwandtschaft mit Earnshaw führte 1847  zum Austritt bei Klett und zur geschäftlichen Verbindung mit seinem Schwiegervater, der  zeitgleich auch  aus der Fa. Klett und Comp. ausgetreten war.
Leo Haas schreibt: Der Stiefvater meiner Ehefrau, der Mechaniker Edward Earnshaw, hat vor 8 Tagen um Concession zur Errichtung einer mechanischen Werkstätte nachgesucht und ich beabsichtige mit ihm in Geschäftsverbindung zu treten. Und in seinem Konzessionsgesuch steht zu lesen: Die Mechanik gehört im allgemeinen zu den freien Erwerbsarten und  daher ist bei der geringen Anzahl derartiger Etablissements in Bayern die Verleihung der Concession wohl nicht zweifelhaft .

### Gründung
Die Gründungsstätte der neuen Firma J. Edward Earnshaw & Co. war der "Schwanen", das  Gasthaus "Zum goldenen Schwan" in Wöhrd Nr. 213 (später Wöhrder Hauptstraße 10), also fast nur einen Steinwurf weit von der Klett'schen Fabrik entfernt, mit der man übrigens in gutem Einvernehmen blieb. Dort im Hinterhaus wurde die Werkstatt eingerichtet.
Der Überlieferung nach soll Earnshaw die erste Dampfmaschine, bzw. ihre Steuerung mit Kreide auf einen Tisch gezeichnet haben.

### Produktion
Da zunächst noch keine Gießerei vorhanden war, ließ man die man die Gussstücke bei Klett fertigen. Es wurden
Maschinen und Maschinenteile für Fabriken, Mühlen, Wasserwerke, Spinnereien etc. hergestellt.

Wohn- und Bürohaus der Firma Earnshaw an der Gießereistraße 2. (StadtAN C 20/V Nr. 15701, Stadtarchiv Nürnberg)

### Erfolg
Bald gelang es, die Fabrik auf einem eigenen Grundstück zu errichten und aufzubauen, samt einer Eisengießerei, nämlich auf dem Anwesen Gießereistraße 2 zwischen Fabrikstraße und Rahmzwinger auf einem großen, einst herrschaftlichen Gut.

### Besitzerwechsel
Die Fabrik stieg bald zu einem renommierten Betrieb auf. Leo Haas hatte  als technischer Leiter wesentlichen Anteil am Aufstieg der Firma. Nach der Zurruhesetzung Earnshaws und dem Ankauf seiner Anteile wurde Haas Alleinbesitzer.
Nach dem Tod ihres Vaters im Jahr 1882 übernahmen seine Söhne Eduard, Robert und Willy die Leitung der Firma für viele Jahrzehnte. Willy war Kaufmann, Eduard und Robert Haas waren Ingenieure. Robert Haas war mit Sophie Tafel verheiratet, einer Tochter von Julius Tafel und Bertha Kinzelbach, der Gründerfamilie des Eisenwerks Nürnberg.